# Sons of the Pioneers (canción)
«Sons of the Pioneers» —en español: «Hijos de los pioneros»— es un tema escrito por Myles Goodwyn y aparece originalmente como la segunda pista del álbum Animal Grace de la banda canadiense de rock April Wine, publicado en 1984 por Aquarius Records y Capitol Records en Canadá y el resto del mundo respectivamente.

## Publicación y recibimiento
Esta canción se lanzó como el segundo sencillo de Animal Grace en 1984. Fue coproducido por Myles Goodwyn y Mike Stone. Como melodía secundaria se eligió a «Too Hot to Handle» —traducido del inglés: «Muy caliente para manipular»—, que al igual que el tema principal, fue compuesto también por Goodwyn.
Contrario a su antecesor, «Sons of the Pioneers» no entró en ningún listado de popularidad, ya sea en Canadá o los Estados Unidos.

## Versión promocional
Existe una edición de promoción de «Sons of the Pioneers», la cual numera el mismo tema en ambas caras del vinilo.  Sin embargo, hay una diferencia entre ellas: la duración de las mismas. La primera es la versión del sencillo, mientras que la del lado B es la que aparece en el álbum Animal Grace.

## Lista de canciones

### Versión comercial
| Lado A |                        |               |          |  |
| N.º    | Título                 | Escritor(es)  | Duración |  |
| 1.     | «Sons of the Pioneers» | Myles Goodwyn | 3:50     |  |

| Lado B |                     |               |          |  |
| N.º    | Título              | Escritor(es)  | Duración |  |
| 2.     | «Too Hot to Handle» | Myles Goodwyn | 5:05     |  |

### Edición promocional
| Lado A |                                               |               |          |  |
| N.º    | Título                                        | Escritor(es)  | Duración |  |
| 1.     | «Sons of the Pioneers» (versión del sencillo) | Myles Goodwyn | 3:50     |  |

| Lado B |                                            |               |          |  |
| N.º    | Título                                     | Escritor(es)  | Duración |  |
| 2.     | «Sons of the Pioneers» (versión del álbum) | Myles Goodwyn | 4:27     |  |

## Créditos
- Myles Goodwyn — voz principal, guitarra y coros
- Brian Greenway — guitarra y coros
- Gary Moffet — guitarra y coros
- Steve Lang — bajo y coros
- Jerry Mercer — batería y percusiones